# Kỳ lân (tài chính)
Trong lĩnh vực kinh doanh, kỳ lân (tiếng Anh: unicorn) là những công ty khởi nghiệp tư nhân có giá trị hơn 1 tỉ USD. Thuật ngữ này được đặt ra vào năm 2013 bởi nhà đầu tư mạo hiểm Aileen Lee, chọn con vật thần thoại để đại diện cho sự hiếm có về mặt thống kê của các dự án thành công như vậy. Decacorn là từ được sử dụng cho các công ty trên 10 tỉ USD, trong khi hectocorn là thuật ngữ thích hợp cho một công ty có giá trị hơn 100 tỉ USD. Theo Xrilion, đã có 1.570 kỳ lân tính đến  tháng 3 năm 2025. Những kỳ lân lớn nhất bao gồm ByteDance, OpenAI, Ant Group, SpaceX và Reliance Retail.  Paytm là decacorn mới nhất trở thành công cty đại chúng vào ngày 18 tháng 11 năm 2021.

## Lịch sử
Khi Aileen Lee ban đầu đặt ra thuật ngữ "kỳ lân" vào năm 2013, chỉ có 39 công ty được coi là kỳ lân. Trong một nghiên cứu khác được thực hiện bởi Harvard Business Review, người ta đã xác định rằng các công ty khởi nghiệp được thành lập từ năm 2012 đến 2015 đang tăng trưởng nhanh gấp đôi so với các công ty từ các công ty khởi nghiệp được thành lập từ năm 2000 đến 2013.
Năm 2018, 16 công ty Mỹ trở thành kỳ lân, kết quả là trên toàn thế giới có 119 công ty tư nhân trị giá từ 1 tỉ USD trở lên.

## Các kỳ lân lớn nhất
Hai trong số 5 kỳ lân có giá trị nhất có trụ sở tại Trung Quốc. Hai công ty còn lại có trụ sở tại Hoa Kỳ và một công ty ở Ấn Độ.

### ByteDance
Bài chi tiết: ByteDance
- Định giá hiện tại: 315 tỉ USD (tháng 3 năm 2025)

### OpenAI
Bài chi tiết: OpenAI
- Định giá hiện tại: 157 tỉ USD (tháng 10 năm 2024)

### Ant Group
Bài chi tiết: Ant Group
- Định giá hiện tại: 191 tỉ USD (tháng 11 năm 2021)

### SpaceX
Bài chi tiết: SpaceX
- Định giá hiện tại: 350 tỉ USD (tháng 12 năm 2024)

### Reliance Retail
Bài chi tiết: Reliance Retail
- Định giá hiện tại: 100 tỉ USD (tháng 10 năm 2023)